# فينود جوشي
فينود جوشي (بالإنجليزية: Vinod Joshi)‏ هو ناقد أدبي ومترجم وشاعر هندي، ولد في 13 أغسطس 1955 في Amreli ‏ في الهند.